# Robert Gerbrand
Robert Gerbrand (* 26. September 1903 in Werlte; † 12. August 1961 in Misburg) war ein deutscher katholischer Pfarrer.

## Leben
Geboren in Werlte, kam Robert Gerbrand inmitten des Zweiten Weltkrieges 1942 an die Herz-Jesu-Kirche in Misburg. Nach den Luftangriffen auf Hannover und den Kriegszerstörungen sorgte er für den Wiederaufbau des Gotteshauses.
Darüber hinaus betrieb Gerbrand den Bau der Sankt-Anna-Kirche in Misburg und bewirkte die Siedlung des Heimatwerkes.

## Ehrungen
- Die 1962 angelegte Gerbrandstraße im hannoverschen Stadtteil Misburg-Süd ist nach dem Geistlichen benannt.[2]